# Carla Mancini
Carla Mancini, née à Rome le 21 avril 1950, est une actrice italienne.

## Biographie
Carla Mancini est diplômée du Centro Sperimentale di Cinematografia en 1969. Comme certains de ses collègues, en raison des règlements syndicaux de l'industrie cinématographique italienne, elle a été engagée dans d'innombrables films, parfois même en tant que figurante ou dans le cadre d'une scène de groupe. Ces acteurs ont également été mentionnés avec un « CSC » accolé à leur nom dans les crédits.
Carla Mancini figure parmi les plus prolifiques. Dans la période de 1970 à 1977, elle figure dans 214 films : western spaghetti, péplum, comédie à l'italienne, giallo, musicarello, mais elle n'y est pas forcément facilement identifiable. Souvent, à cause de son apparence menue, elle joue des rôles d'« assistante » d'un personnage plus en vue : servante, infirmière, domestique, bonne sœur et peut donc être considérée comme une actrice de genre.
Parmi ses apparitions les plus apparentes, on peut citer Il profumo della signora in nero de Francesco Barilli et Sexe fou de Dino Risi.

## Filmographie partielle
- 1970 : Incontro d'amore a Bali d'Ugo Liberatore et Paolo Heusch
- 1971 : La Tarentule au ventre noir (La tarantola dal ventre nero) de Paolo Cavara
- 1971 : Son nom est Pote (Il suo nome era Pot... ma... lo chiamavano Allegria) de Lucio Giachin et Demofilo Fidani
- 1971 : La Victime désignée (La vittima designata) de Maurizio Lucidi
- 1971 : Homicide parfait au terme de la loi (Un omicidio perfetto a termine di legge) de Tonino Ricci
- 1972 : Le Couteau de glace (Il coltello di ghiaccio) d'Umberto Lenzi
- 1972 : Les ordres sont les ordres (Gli ordini sono ordini) de Franco Giraldi
- 1972 : Amour et Mort dans le jardin des dieux (Amore e morte nel giardino degli dei) de Sauro Scavolini
- 1972 : Caresses à domicile (A.A.A. Massaggiatrice bella presenza offresi...) de Demofilo Fidani
- 1972 : Les Deux Visages de la peur (Coartada en disco rojo) de Tulio Demicheli
- 1972 : Les Démons sexuels (Byleth: Il demone dell'incesto) de Leopoldo Savona
- 1972 : On m'appelle Providence (La vita, a volte, è molto dura, vero Prowidenza ?) de Giulio Petroni
- 1972 : Un cas parfait de stratégie criminelle (Terza ipotesi su un caso di perfetta strategia criminale) de Giuseppe Vari
- 1972 : Les Mille et Une Nuits érotiques (Finalmente... le mille e una notte) d'Antonio Margheriti
- 1972 : Ton Vice est une chambre close dont moi seul ai la clé ( Il tuo vizio è una stanza chiusa e solo io ne ho la chiave)  de Sergio Martino
- 1973 : Chair pour Frankenstein de Paul Morrissey et Antonio Margheriti
- 1973 : Les Amazones (Le guerriere dal seno nudo) de Terence Young
- 1973 : Le Conseiller (Il consigliori) d'Alberto De Martino
- 1973 : La mort a souri à l'assassin (La morte ha sorriso all'assassino) de Joe D'Amato
- 1973 : L'ultima neve di primavera de  Raimondo Del Balzo
- 1973 : La Guerre des gangs (Milano rovente) d'Umberto Lenzi
- 1974 : Parfum de femme (Profumo di donna) de Dino Risi
- 1974 : Le Parfum de la dame en noir (Il profumo della signora in nero) de Francesco Barilli
- 1974 : Amore mio non farmi male de Vittorio Sindoni
- 1974 : E cominciò il viaggio nella vertigine de Toni De Gregorio (it)
- 1974 : Mon Dieu, comment suis-je tombée si bas ? (Mio Dio,  come sono caduta in basso!) de Luigi Comencini
- 1974 : Même les anges tirent à droite (Anche gli angeli tirano di destro) d'Enzo Barboni (crédité comme E.B. Clucher)
- 1974 : Service compris (Il domestico) de Luigi Filippo D'Amico
- 1975 : Ursula l'anti-gang (Colpo in canna) de Fernando Di Leo
- 1976 : La Carrière d'une femme de chambre (Telefoni bianchi) de Dino Risi